# المحاكاة عند النباتات

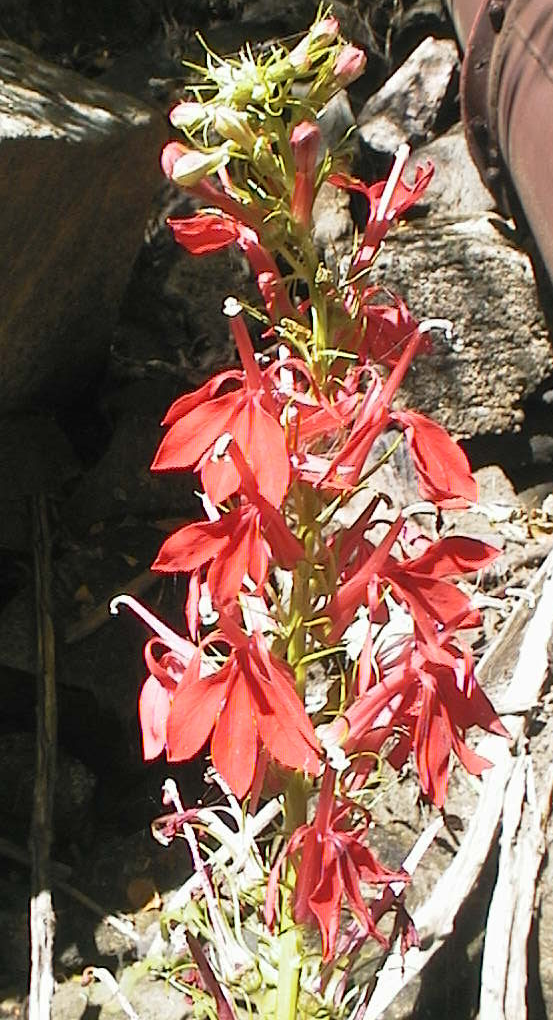
يجذب نبات اللوبيلية الكردينالية طيور الطنان دون إنتاج رحيق.

في علم الأحياء التطوري، المحاكاة عند النباتات (بالإنجليزية: Mimicry in Plants) هي عملية تطور الكائن النباتي ليصبح شبيهًا بكائن من الناحية الفيزيائية أو الكيميائية، ما يزيد من الصلاحية الداروينية للكائن المحاكي. دُرست المحاكاة عند النباتات بشكل أقل بكثير من المحاكاة عند الحيوانات، ويوجد عدد أقل من الحالات الموثقة ومراجعات الأقران في هذا المجال. مع ذلك، قد تقدم المحاكاة عند النباتات الحماية ضد الحيوانات العاشبة أو قد تخدع الأحياء المتقايضة (مثل الملقّحات) فتشجعها على تقديم خدماتها من دون مقابل.
تتضمن أنواع المحاكاة النباتية المحاكاة محاكاة بيكر حيث تحاكي الأزهار المؤنثة الأزهار المذكرة من نفس الصنف، ومحاكاة مولر للزهرة أو الثمرة (وتُعرف في علم النبات بمحاكاة دودسون حيث يحاكي النبات زهرةً مفيدة، مجتذبًا الملقّحات عن طريق محاكاة أزهار أو ثمار نوع آخر حيث فتنجذب الكائنات التي تتغذى على النوع الآخر إلى ثمرة مزيفة لتنشر بذورها، ومحاكاة فافيلوف) حيث تُنتَخَب نبتة ضارة اصطناعيًا على نحو غير مقصود لتصبح مشابهة لنبات المحصول، ومحاكاة بويان التي تحاكي فيها زهرة الزوج المؤنث لحشرة ملقِّحة، ومحاكاة باتيس حيث يطرد نوع مسالم المفترسات من خلال محاكاة صفات نوع مؤذٍ، ومحاكاة الأوراق، حيث يتشبه نبات بنبات مجاور لتجنب جذب انتباه الحيوانات العاشبة.

## محاكاة بيكر
جاءت تسمية محاكاة بيكر نسبةً إلى عالم الطبيعة الإنجليزي هيربرت جي بيكر، وهي شكل من أشكال المحاكاة الذاتية أو المحاكاة ضمن النوع التي تحدث بين أفراد النوع الواحد. في النباتات، تحاكي الأزهار المؤنثة الأزهار المذكرة للنوع نفسه، مخادعةً بذلك الملقحات من دون تقديم منفعة لها. قد لا تكون هذه المحاكاة التكاثرية واضحة بسهولة لأن أفراد النوع الواحد قد تظهر بعض التباين الجنسي، على سبيل المثال، الاختلاف في النمط الظاهري بين الذكور والإناث من نفس النوع. هذا شائع في العديد من أنواع الفصيلة البَبَّاوية (باللاتينية: Caricaceae) من النباتات الزهرية ورتبة الصليبيات، وتوجد بشكل رئيسي في المناطق الاستوائية لأمريكا الوسطى والجنوبية وأفريقيا.

## محاكاة دودسون
سُمِّيَت محاكاة دودسون نسبة إلى عالم النبات الأمريكي وعالم الأوركيد وعالم التصنيف كالاواي إتش. دودسون، وهي أحد أشكال محاكاة الأزهار، ولكن النموذج ينتمي إلى نوع يختلف عن النوع المحاكي. يمكن أن تجذب النباتات الملقحات عن طريق إعطاء إشارات حسية مشابهة لإشارات الزهرة النموذج. مثل محاكاة بيكر، فهي لا تقدم الرحيق للملقحات.